# 神例造船
神例造船株式会社（かんれいぞうせん）は、徳島県鳴門市に本社を置く造船会社。

## 概要
徳島県最大の造船会社で、一般社団法人日本中小型造船工業会に所属している。
鳴門市にある本社工場でタンカー、LPG船、貨物船、揚土船、大型クレーン船、底開式土運船といった船舶を建造しているほか、徳島市川内町の工場では橋梁や水門、ベルトコンベア施設などといった鋼構造物を手掛けている。

## 受賞歴
2003年　高年齢者雇用開発協会会長表彰　優秀賞

## 事業所
- 本社工場 - 徳島県鳴門市徳島県鳴門市里浦町里浦字恵美寿676番地
- 徳島工場 - 徳島市川内町加賀須野77